# Patera (naczynie obrzędowe)

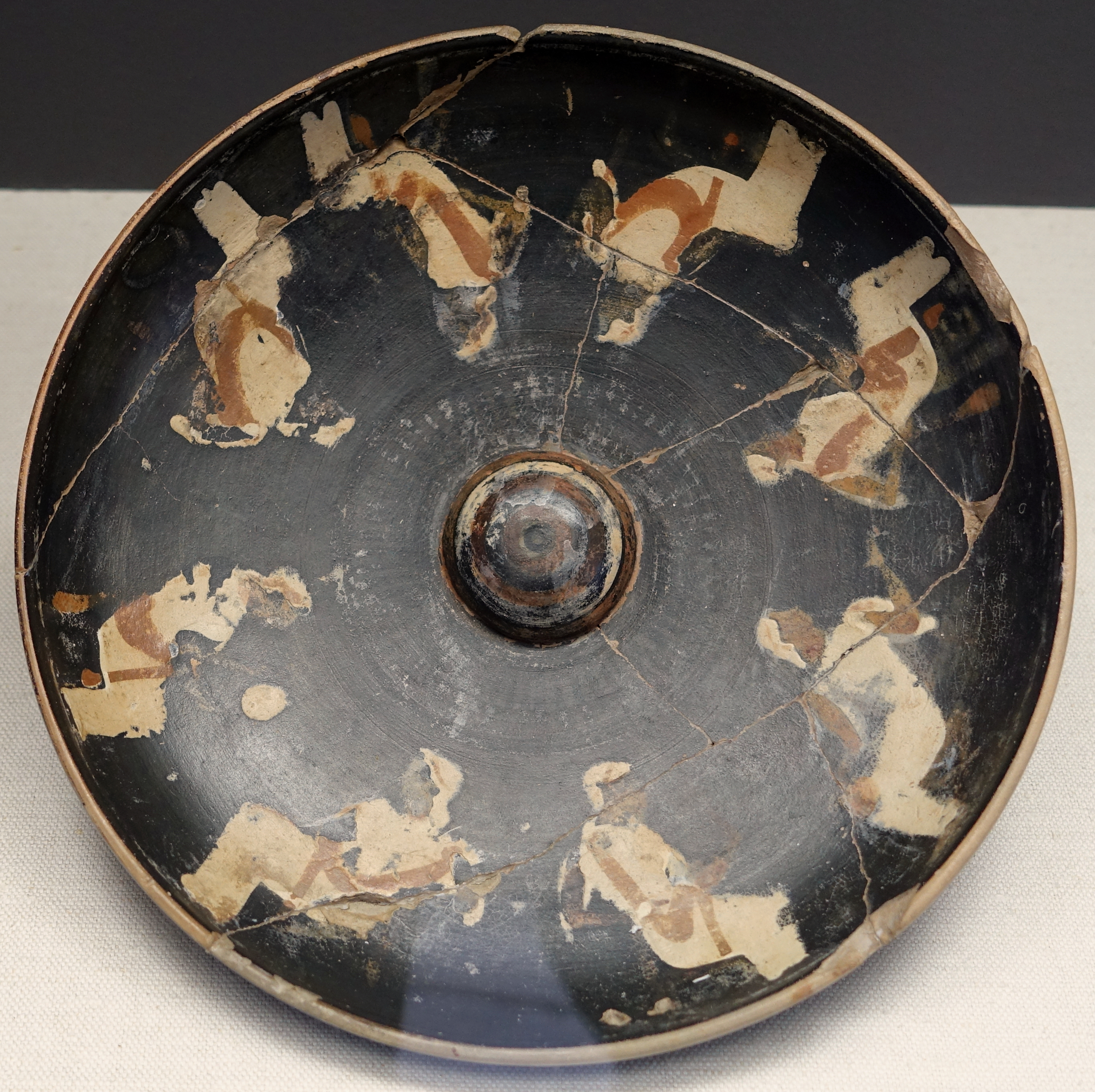
Patera, ok. 500 p.n.e.

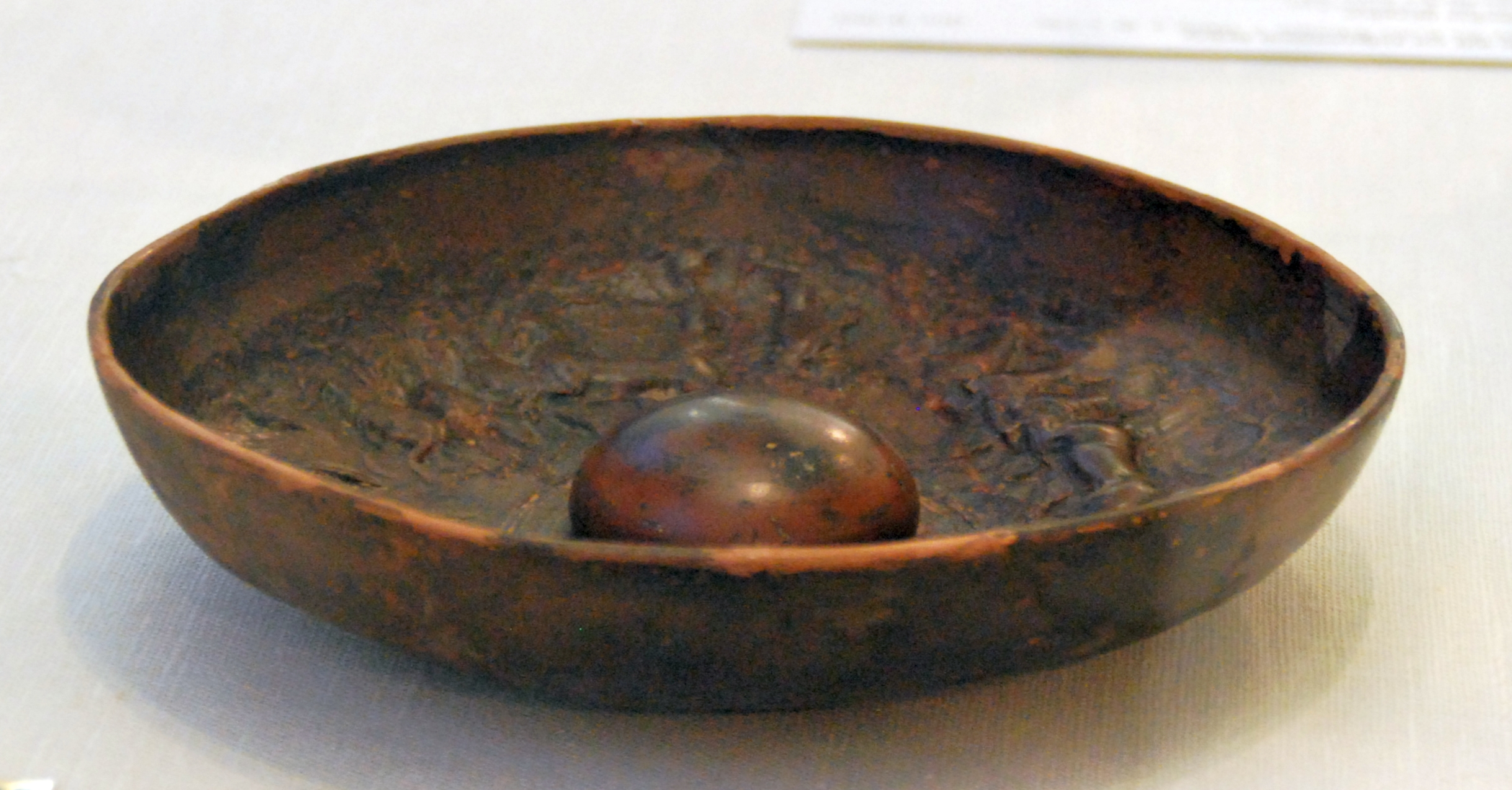
Patera z III w p.n.e.

Patera, fiala (stgr. фιάλη) – naczynie obrzędowe o kształcie spłaszczonej misy na nóżce używane przez starożytnych Greków podczas sympozjonu oraz Rzymian podczas libacji. Służyło do składania na nim ofiar.
Greckie fiale wykonywane były z gliny lub brązu, miały kształt płaskiej czarki.